# Horst von Petersdorff
Horst Bernhard Kurt von Petersdorff (* 30. Dezember 1892 in Posen; † 12. Juli 1962 in Prien am Chiemsee) war ein deutscher Offizier und SA-Führer.

## Leben

### Jugend und Ausbildung
Horst war der Sohn des Premierleutnants und Regimentsadjutanten im Grenadier-Regiment „Graf Kleist von Nollendorf“ (1. Westpreußisches) Nr. 6 Axel von Petersdorff (1861–1933) und seiner Ehefrau Elisabeth, geborene Fehlan (1866–1944). Der Vater war später General und Träger des Ordens Pour le Mérite. In seiner Kindheit besuchte er die Vorschule in Koburg und das humanistische Gymnasium in Steglitz bei Berlin, Celle, Hannover und dann wieder in Steglitz.
Im Juni 1911 trat Petersdorff als Fahnenjunker in das 2. Garde-Regiment zu Fuß der Preußischen Armee ein. Nach dem Besuch der Kriegsschule Danzig wurde er im November 1912 zum Leutnant in seinem Stammregiment befördert.

### Erster Weltkrieg und Revolutionszeit
Bei Ausbruch des Ersten Weltkriegs wurde Petersdorff zunächst mit demselben Regiment an der Westfront eingesetzt, zunächst als Zugführer der 8. Kompanie und später als Adjutant des II. Bataillons. Am 3. Oktober 1914 wurde er bei Cambrai schwer verwundet, als er einen Querschläger im rechten Oberarm erlitt. Nach längerer Karenzzeit kam er im Mai 1915 wieder an die Front. Im Winter 1917/1918 wurde Peterdorf als Offizier des Gardekorps in Flandern bei schweren Kämpfen an der Küste verwundet. Nach einer kurzen Behandlung in Wiesbaden ging er mit dem Asien-Korps nach Syrien, wo er als Detachementsführer deutscher Truppenteile eingesetzt wurde. Dabei wurde er in der 2. Jordan-Schlacht leicht verwundet, bevor er im September 1918, wenige Wochen vor Kriegsende, wieder zum 2. Garde-Regiment zu Fuß an die Westfront kam.
Im Krieg wurde Petersdorff mit dem Eisernen Kreuz II. Klasse (1914), dem Ehrenkreuz III. Klasse des Königlichen Hausordens von Hohenzollern mit Schwertern (1915), dem Eisernen Kreuz I. Klasse (1916 an der Somme) und dem Eisernen Halbmond ausgezeichnet. Für die Erstürmung der Hurtebise Ferme erhielt er im April 1917 das Ritterkreuz des Königlichen Hausordens von Hohenzollern mit Schwertern.
Nach dem Ende des Krieges schloss Petersdorff sich der als Reaktion auf die Novemberrevolution entstandenen Freikorps-Bewegung an: Im Dezember 1918 stellte er aus den MG-Kompanien des 2. Garde-Regiments zu Fuß sowie Freiwilligen des Gardekorps das nach ihm benannte Freikorps Petersdorff auf, das zunächst in Berlin zur Bekämpfung sozialistischer Revolutionäre zum Einsatz kam und später an den Grenzgefechten in Oberschlesien und im Baltikum beteiligt war.
Im Baltikum gehörte Petersdorffs Freikorps zur Eisernen Division, mit der es unter anderem an der Befreiung von Mitau und Riga beteiligt war. Im Sommer 1919 trat er zur Baltischen Landeswehr über. Im Herbst 1919 war das Freikorps Teil der Deutschen Legion.

### Weimarer Republik
1922 nahm Petersdorff seinen Abschied aus der Armee im Rang eines Hauptmanns. Anschließend verdiente er seinen Lebensunterhalt als Kaufmann.
Zu Beginn der 1920er Jahre ließ Petersdorff sich in Berchtesgaden nieder, wo er mit Dietrich Eckart zusammenkam, auf dessen Vermittlung hin er im Oktober 1922 in die NSDAP seines Heimatgaues Pommern eintrat. In der SA wurde er erstmals im Juni 1923 Mitglied, als er sich der SA in Berchtesgaden anschloss.
Nach dem vorübergehenden Verbot der NSDAP trat Petersdorff ihr zum 1. Oktober 1925 erneut bei (Mitgliedsnummer 20.736). Außerdem wurde er Mitglied der Sturmabteilung (SA). In Berchtesgaden hatte er einen Besitz (das Dürrecklehen) bei Vorband, den er zu einem Jugendheim für die werktätige Jugend ausbaute.
1927 trat Petersdorff in den Johanniterorden ein, war Mitglied der Provinzialgenossenschaft Bayern, wurde nach dem Krieg 1954 Rechtsritter.
Anfang 1931 war Petersdorff als Mitarbeiter der Obersten SA-Führung, zu dieser Zeit im Rang eines SA-Oberführers, an der Niederschlagung der Stennes-Revolte in Berlin beteiligt. Im Mai 1931 wurde Petersdorff dann als Nachfolger von Edmund Heines zum Führer des Berliner Gausturms ernannt. Schon im Vorfeld schien die Bestallung nicht durchgehend sicher, die endgültige Ernennung des Hauptmann a. D. erfolgte zeitversetzt. Diese Stellung verlor er bereits nach wenigen Wochen – offenbar infolge von Intrigen in der SA-Führung gegen ihn – wieder: An seiner Stelle wurde im August 1931 Wolf-Heinrich von Helldorff zum neuen Chef der Berliner SA ernannt. Petersdorff wurde in der Obersten SA-Führung zur Verfügung gestellt.

### Zeit des Nationalsozialismus

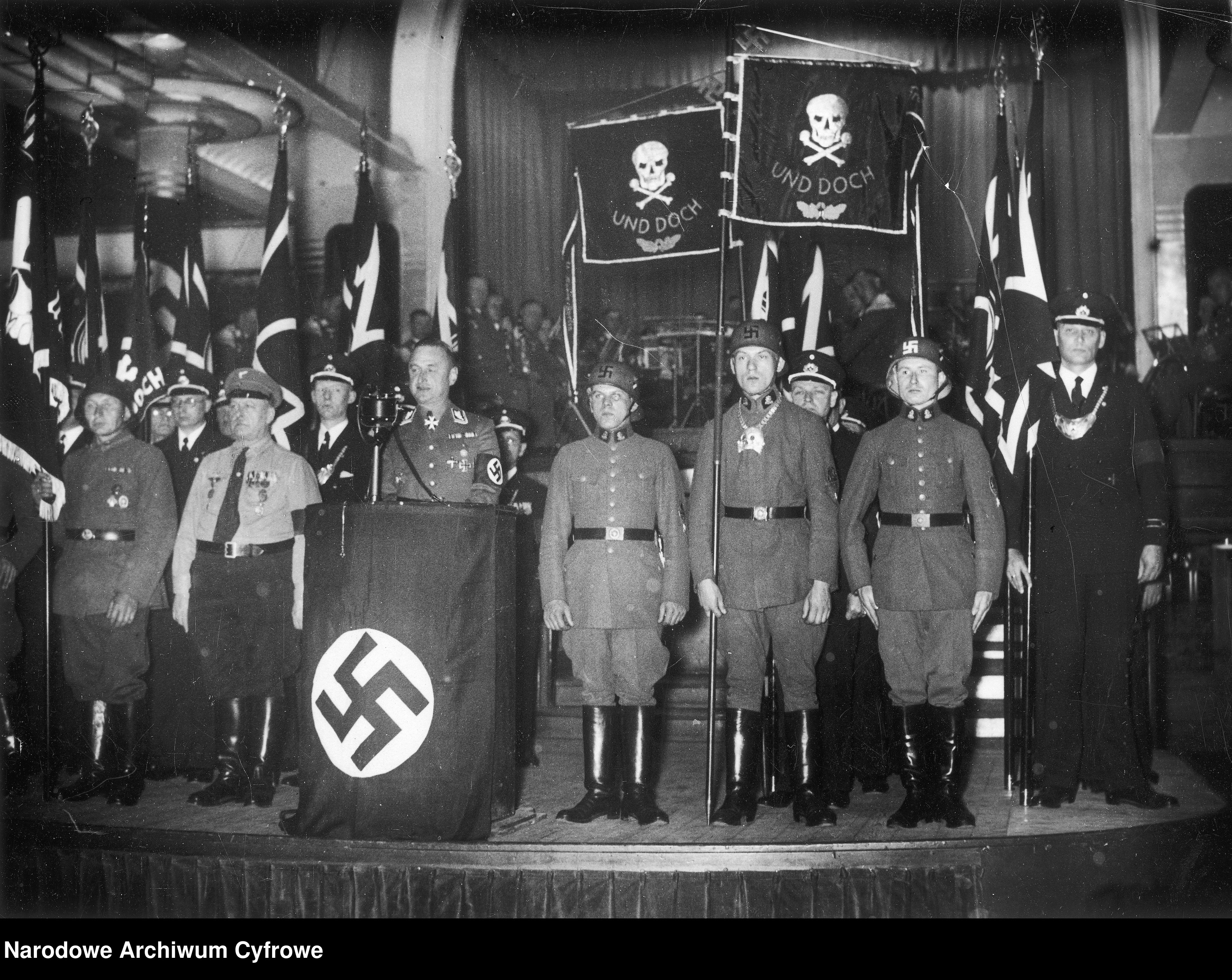
SA-Oberführer Horst von Petersdorff bei einer NS-Propagandaveranstaltung in Berlin im Mai 1938, bei der an das Freikorps „Eiserne Division“ erinnert wurde, das 1919 Riga in Lettland zurückeroberte. Foto: Narodowe Archiwum Cyfrowe

Nachdem Petersdorff um 1932 aus der NSDAP und der SA ausgetreten war, betrieb er ab 1936 seine Wiederaufnahme in die beide Organisationen. 1934 emigrierte er kurzzeitig nach Österreich, um dann spätestens seit 1936 wieder in Berlin-Halensee und Berchtesgaden zu leben. Am 29. Juni 1935 heiratete er Irene Gräfin von Bismarck (1888–1982), sein Stiefsohn wurde auf diese Weise der spätere Offizier und Politiker Heinrich von Einsiedel (1921–2007). Die Ehe wurde am 7. September 1944 wieder geschieden.
Beim Ausbruch des Zweiten Weltkriegs wurde Petersdorff 1939 als Hauptmann z.V. zum Wehrdienst einberufen: Er wurde zunächst als Kommandeur des III. Bataillons im Infanterieregiment 189 eingesetzt, mit dem er am Frankreichfeldzug teilnahm. Als Kommandeur einer Vorausabteilung einer Division soll er dabei entscheidend zum Erfolg seines Armeekorps beigetragen haben und wurde auf Vorschlag von Walther von Brauchitsch von Hitler am 29. Juni 1940 mit dem Ritterkreuz des Eisernen Kreuzes ausgezeichnet. Im August 1940 erwähnte ihn die SA-Zeitschrift  wiederum als Hauptmann und Oberführer der Gruppe Berlin-Brandenburg.
1942 wurde Petersdorff zum Oberstleutnant befördert und führte das Reserve-Gebirgsjägerregiment 1. Eine von Alfred Rosenberg nach Beginn des Russlandfeldzuges von 1941 angeregte führende Tätigkeit Petersdorffs in seinem Ostministerium lehnten Adolf Hitler und Hermann Göring mit der Behauptung ab, Petersdorff wäre „zweifellos geisteskrank“, wofür es Herbert Michaelis zufolge „keine Anhaltspunkte“ gibt.
Nach mehreren Verwundungen im Osten wurde er zum Rüstungsministerium abkommandiert. 1943 schickte man ihn als Chef der deutschen Industriekommission in die Slowakei und nach Ungarn.
Im Juli 1944 wurde Petersdorff im Zusammenhang mit dem Attentat vom 20. Juli 1944 verhaftet. Am 15. September 1944 wurde er im Rang eines Oberstleutnants aus der Wehrmacht entlassen, um ihn vor dem Volksgerichtshof anklagen zu können. Petersdorffs Ausschluss aus der Partei erfolgte am 3. Oktober 1944. Der Volksgerichtshof sprach ihn im Dezember 1944 frei. Dennoch kam er in Schutzhaft und anschließend als Sonderhäftling in das KZ Buchenwald. Am 30. April 1945 wurde er zusammen mit über 140 Sippen- und Sonderhäftlingen in Südtirol befreit.

## Familie
Horst heiratete am 29. Juni 1935 Irene Gräfin von Bismarck-Schönhausen (* 7. März 1888), von der er 1944 geschieden wurde.
Er lebte zuletzt in Berchtesgaden, Haus Petersdorff, seine geschiedene Frau in Kanada und Frankfurt am Main.

## Archivalien
- Bundesarchiv Berlin: Bestand Parteikorrespondenz, Film J 45, Bilder 555–599.